# 14 janvier 2012
Le samedi 14 janvier 2012 est le 14e jour de l'année 2012.

## Décès
- Angelo Amendolia (né le 26 septembre 1951), arbitre de football italien
- Antonio Mistrorigo (né le 26 mars 1912), évêque catholique italien
- Arfa Karim (née le 2 février 1995), enfant prodige pakistanaise dans le domaine de l'informatique née le 2 février 1995 et morte le 14 janvier 2012
- Dan Evins (né le 11 octobre 1935), entrepreneur américain
- Gianpiero Moretti (né le 20 mars 1940), pilote automobile italien
- Jacques Kohn (né le 1er juillet 1929), magistrat et avocat général français
- Janey Buchan (née le 30 avril 1926), femme politique
- Mila Parély (née le 7 octobre 1917), actrice
- Paolo Rossi (né le 30 décembre 1923), philosophe italien
- Rosy Varte (née le 22 novembre 1923), comédienne française
- Txillardegi (né le 27 septembre 1929), écrivain et homme politique espagnol
- Valerio Baldini (né le 25 octobre 1939), politicien italien
- Wanda Wierzchleyska (née le 3 mars 1900), centenaire polonaise

## Événements
- Élections législatives taïwanaises de 2012
- Création du parti pirate de Grèce
- Début du patinage artistique aux Jeux olympiques de la jeunesse d'hiver de 2012